# Тигран I
Тигран I (арм. Տիգրան Ա) — царь Великой Армении (115—95 гг. до н. э.), второй сын Арташеса І (или четвертый сын Артавазда I). Историк Мовсес Хоренаци называл его Тираном. Наследовал своему старшему брату Артавазду I.
Был четвертым сыном царя Артавазда І. В период правления своего деда царя Арташеса I будущий царь Тигран I командовал западным направлением армянской армии. 
Взойдя на престол длительное время боролся с парфянами за гегемонию в регионе. 
Античный автор Страбон в своих работах сообщает о высокой интенсивности очередной армяно-парфянской войны, и о том, что Тигран I оказывает мощное сопротивление парфянским войскам, сохраняя суверенитет своей державы
Парфяне овладели странами вавилонян, но не Арменией. Хотя нападения происходили часто, страна не была побеждена силой.
Кроме того, в период правления Тиграна I происходил экономический рост страны, что подтверждается множеством отчеканенных монет с портретом правящего царя. На лицевой стороне монеты Тигран I изображен смотрящим в влево, на реверсе (задней стороне монеты) имеется изображение бога армянского пантеона Арамазда. 
После смерти Тиграна I трон перешёл к его сыну Тиграну II Великому (95—55 гг. до н. э.).